# Afrikaanse draaihals
De Afrikaanse draaihals (Jynx ruficollis) is een vogel uit de familie Picidae.

## Kenmerken
Hij is te herkennen aan de roodbruine vlek onder zijn keel en op de borst. De bovendelen zijn bruin met zwarte spikkels. Hij laat vaak zijn roep horen, een hoog kek-kek-kek-kek. De soort wordt ongeveer 18 centimeter lang.

## Leefwijze
De Afrikaanse draaihals is een bewoner van savannes, waar hij nestelt in oude nestholtes van andere spechten of Afrikaanse baardvogels. Hij foerageert in bomen waarvan de schors uiterlijk overeenkomt met zijn verenkleed. De Afrikaanse draaihals heeft onder andere de voorkeur voor de zwarte wattle (Acacia mearnsii), een ingevoerde acaciaboom uit Australië die algemeen voorkomt in veel delen van Afrika.

## Verspreiding en leefgebied
Deze soort komt voor in Afrika ten zuiden van de Sahara. Hij houdt van gevarieerd bosachtige streken, maar komt ook in de buitensteden voor.
De soort telt drie ondersoorten:
- J. r. pulchricollis: van Kameroen tot zuidelijk Soedan en noordwestelijk Oeganda.
- J. r. aequatorialis: Ethiopië.
- J. r. ruficollis: van Gabon en Angola tot zuidelijk Soedan, oostelijk Oeganda en oostelijk Zuid-Afrika.